# Jordi III de Gúria
Jordi III Gurieli fou príncep (Mtavari) de Gúria del 1669 al 1684. Va néixer el 1652 i era el fill gran de Kai Khusrau I Gurieli de Gúria.
Era el vassall més poderós d'Imerècia i s'autoproclamà rei (Bagrat no tenia fills, i un fill natural, Alexandre, era ostatge dels turcs) el 1681. El 1667 es va casar amb Thamar (de la que es va divorciar el 1677). El 1677 es va casar amb Daredjan filla del rei Bagrat IV d'Imerècia "el Cec"; i el 1682 se'n va divorciar i es va casar amb sa sogra (mare de Daredjan) Thamar, vídua de Bagrat IV. El 1683 Jordi XI de Kartli entra al país, derrota a Jordi III Gurieli, i al pasha de Samtskhé, i proclama rei al fill natural de Bagrat, Alexandre IV d'Imerècia. La reina Thamar fou enviada a Mingrèlia on va morir el mateix any.
Jordi s'enfronta amb Alexandre IV però va morir en combat contra ell a la batalla de Rokit el 1684. El va succeir el seu germà Malkhaz Gurieli.